# Гута Тарнавацька
Гута Тарнавацька (пол. Huta Tarnawacka) — село в Польщі, у гміні Тарнаватка Томашівського повіту Люблінського воєводства.
Розташоване на Закерзонні (в історичній Холмщині).
Населення — 183 особи (2011).

## Історія
Первісним населенням Гути Тарнавацької були русини-українці, які компактно проживали на своїх історичних землях.
У 1975—1998 роках село належало до Замойського воєводства.

## Демографія
Демографічна структура станом на 31 березня 2011 року:
|          | Загалом | Допрацездатний вік | Працездатний вік | Постпрацездатний вік |
| -------- | ------- | ------------------ | ---------------- | -------------------- |
| Чоловіки | 87      | 22                 | 55               | 10                   |
| Жінки    | 96      | 31                 | 40               | 25                   |
| Разом    | 183     | 53                 | 95               | 35                   |